# Eupithecia separata
Eupithecia separata là một loài bướm đêm trong họ Geometridae.